# El rey Peste
«El rey Peste» («King Pest the First, a Tale Containing an Allegory», en inglés), subtitulado «Relato en el que hay una alegoría», es un cuento del escritor estadounidense Edgar Allan Poe publicado por primera vez en septiembre de 1835 en el periódico Southern Literary Messenger.

## Argumento
"Patas" y Hugh Tarpaulin, dos marineros de la embarcación Free and Easy, después de desembarcar en Londres, salen huyendo de una taberna donde han estado bebiendo, por hallarse sin dinero . En su huida se internan en una brumosa y espeluznante zona de la ciudad bajo el dominio de la peste. Finalmente buscan refugio en una funeraria, donde se encuentran con el rey Peste y su estrambótico cortejo. El conflicto está servido.

## Análisis
Se trata de una de las primeras piezas burlescas de su autor, quien, ya desde el principio de su producción cuentística (1832), gustó de este tipo de relatos humorísticos o grotescos, si bien pocos críticos, aparte de los escritores surrealistas, han sabido apreciar en su correcta medida el particular sentido del humor del gran escritor estadounidense. «El rey Peste» es también una de las obras más esgrimidas por los estudiosos para ejemplificar la presunta enajenación mental de su autor (no olvidemos la sonora afirmación de Robert L. Stevenson: «El ser capaz de escribir "El rey Peste" había dejado de ser humano»).
Esa misma crítica ha dividido siempre el relato en dos partes bien diferenciadas; en la primera, dominada por un procedimiento de descripción dinámica, se traza el sórdido dibujo de los terribles efectos de la peste en los bajos fondos de la ciudad. En la segunda, más estática y dramática, y rematada por un abrupto final a lo Grand Guignol —técnica que solía bordar el autor— se relata el encuentro de los dos marineros protagonistas con el inefable rey Peste y su calamitosa corte espectral. Dadas las virtudes plásticas y narrativas que llaman la atención en la secuencia que lo abre, se ha especulado con frecuencia si no fue un relato echado a perder, un golpe de inspiración que el autor no supo concluir convenientemente, ya que el súbito contraste entre los horrores de la peste y la avalancha de caricaturas deformadas que le sigue, así lo hace sospechar.
La omnipresencia del alcohol como elemento orgiástico y dionisíaco (todos los personajes que aparecen retratados se hallan en estado de embriaguez) pudiera sugerir, sin embargo, otra lectura más al pie de la letra. Poe quizá buscó deliberadamente contrarrestar las connotaciones siniestras que reviste todo lo relacionado con la peste y con la muerte (celebrada expresamente con abundantes libaciones en tan patibularia reunión), por medio del antídoto simbólico que representa la euforia alcohólica, en la que sin duda, si hacemos caso del subtítulo del cuento, resuenan ecos de antiguos cánticos tabernarios de celebración de la vida y negación de su enemiga.
En otro caso, podría plantearse qué otro desenlace cabría esperar para una historia semejante, la cual, por cierto, desde su arranque, en ningún momento induce a presagiar acontecimientos sobrenaturales. De no haber topado los dos marineros ebrios con los cómicos personajes que, sin duda, se refugian de la peste o de su horror a una muerte que se sabe inminente en la casa de pompas fúnebres, cabría preguntarse qué otra cosa, «seria» o terrorífica, podría tenerles reservado su creador con posterioridad; qué otro horror se añadiría a los muchos y detallados que se muestran en la secuencia inicial («no era raro que las manos encontraran un esqueleto, o se hundieran en la carne descompuesta de algún cadáver»). Incluso para un lector morboso, con esto parece ya suficiente.
Pocas veces se ha hablado de las relaciones de Poe con la censura de su tiempo, una censura, que, cosa rara, con él pareció mostrarse siempre respetuosa, o al menos distante. Quizá en este caso, advirtiendo él mismo a qué escabrosos terrenos podía estar encaminándose, a mitad de la historia dio un brusco giro a la trama para curarse en salud.
Por lo demás, se advierten en el relato algunos temas y obsesiones típicas en el autor: el ya aludido del alcohol, la necrofilia (expuesta a través de varios tópicos de los cuentos de terror, como la noche, la enfermedad y la muerte, esqueletos danzantes, terribles alaridos, calaveras que sirven de copa…), así como su afición, visible en otros muchos relatos de la nutrida serie «grotesca», por lo esperpéntico, lo monstruoso y la caricatura de trazo grueso.